# بيرسول القابضة
بيرسول القابضة (أعيد تسميتها من تمب القابضة ) هي شركة يابانية لإدارة الموارد البشرية ، تقدم خدمات توظيف العمالة للعملاء.
تأسست الشركة باسم «تمب القابضة» في عام 1973 على يد يوشيكو شينوهارا في شقتها. في ذلك الوقت ، كان التوظيف المؤقت شكلاً غير قانوني للتوظيف في اليابان ، وكانت يوشيكو تشعر بالقلق من أن الأنشطة غير القانونية لشركتها ستؤدي إلى سجنها. تم في نهاية المطاف تقنين وتنظيم صناعة التوظيف المؤقت في اليابان من خلال قانون إيفاد العمال لعام 1985 .
في أكتوبر 2017 ، استحوذت على شركة تأجير العمالة الأسترالية (المبرمجة للصيانة) مقابل 778 مليون دولار.